# پیاده‌روهای نیویورک (فیلم ۱۹۲۳)
پیاده‌روهای نیویورک (به انگلیسی: Sidewalks of New York) یک فیلم صامت ملودرام آمریکایی محصول سال ۱۹۲۳ به کارگردانی لستر پارک و نویسندگی ویلارد کینگ بردلی است که بر اساس ترانه جیمز دبلیو بلیک و چارلز بی لارور ساخته شده‌است. در این فیلم هانا لی، برنارد سیگل و تمپلار ساکس بازی می‌کنند.